# Danh sách tập phim City Hunter 3
City Hunter (Nhật: シティーハンター Hepburn: Shitī Hantā) là một loạt anime và manga Nhật Bản được viết và minh họa bởi Hojo Tsukasa. Loạt truyện sau đó được chuyển thể thành anime do Sunrise sản xuất và phát sóng trên Yomiuri Television.
City Hunter 3 gồm 13 tập phát sóng từ ngày 15 tháng 10 năm 1989 đến 21 tháng 1 năm 1990. Bài hát chủ đề mở đầu là Running to Horizon do Komuro Tetsuya và bài hát kết thúc là Atsuku Naretara do Suzuki Kiyomi thể hiện.
Phim sauI đó được phát hành thành 6 VHS từ tháng 11 năm 1990 cho đến tháng 4,1991. 32 bộ đĩa  DVD  City Hunter Complete do Aniplex phát hành ở Nhật Bản vào ngày 31 tháng 8 năm 2005..

## Danh sách tập
| Stt | Tên tập phim                                     | Ngày phát sóng       |
| --- | ------------------------------------------------ | -------------------- |
| 1   | (脱モッコリ宣言! XYZは世界を救う)                | 15 tháng 10 năm 1989 |
| 2   | (天下の恋愛現行犯! 美人弁護士をくどく法)         | 22 tháng 10 năm 1989 |
| 3   | (香もプッツン! 獠と令嬢“代打結婚物語”)           | 29 tháng 10 năm 1989 |
| 4   | (危ない探偵ごっこ! お嬢さんにパイソンを（前編）) | 5 tháng 11 năm 1989  |
| 5   | (危ない探偵ごっこ! お嬢さんにパイソンを（後編）) | 12 tháng 11 năm 1989 |
| 6   | (がんこな海坊主! ジェラシー子猫物語)             | 19 tháng 11 năm 1989 |
| 7   | (恋はダイビング! 美女が水着に着がえたら)         | 26 tháng 11 năm 1989 |
| 8   | (獠って何者? 女子大生もスリルにメロメロ)         | 3 tháng 12 năm 1989  |
| 9   | (雨のち晴の恋予報! 美人キャスターに愛の傘)       | 10 tháng 12 năm 1989 |
| 10  | (クリスマスにウェディングドレスを…（前編）)      | 17 tháng 12 năm 1989 |
| 11  | (クリスマスにウェディングドレスを…（後編）)      | 24 tháng 12 năm 1989 |
| 12  | (グッバイCITYさよならの贈りもの（前編）)         | 14 tháng 1 năm 1990  |
| 13  | (グッバイCITYさよならの贈りもの（後編）)         | 21 tháng 1 năm 1990  |